# Чучин, Александр Евгеньевич
Алекса́ндр Евге́ньевич Чу́чин (3 сентября 1941 года, Астрахань- 4 августа 2021 года, Москва) — советский и российский писатель, доктор химических наук, член Ассоциации искусствоведов, культуролог, педагог. Живёт и работает в Москве. Как прозаик печатается под псевдонимом Александр Русов, как культуролог — А. Е. Чучин-Русов. Творчество писателя и культуролога рождалось и складывалось под влиянием его естественнонаучной деятельности. В разработанной им концепции единого поля культуры он ориентирован на универсализм и межкультурные коммуникации, на единство науки и искусства как неотъемлемых составных частей культуры, на междисциплинарно-системное образование.

## Биография
Родился в эвакуации во время войны. Мать — художник, работала в декорационных мастерских Большого театра. Бабушка Фарандзем Минаевна Кнунянц — старый большевик. Двоюродный дед Богдан Кнунянц (псевдонимы Русов, Радин-Петров, Рубен) — один из организаторов социал-демократического движения в Закавказье. Неоднократно был арестован, приговорён к пожизненной ссылке, умер в 1911 году в бакинской Баиловской тюрьме.
Отец Евгений Фёдорович Чучин — инженер-конструктор. Дед Фёдор Григорьевич Чучин — деятель российского революционного движения. С 1921 председатель Всероссийской чрезвычайной комиссии по ликвидации безграмотности. Инициатор и один из первых организаторов советской филателии. Репрессирован в 1941 году.
А. Е. Чучин окончил Московский химико-технологический институт им. Д. И. Менделеева и его аспирантуру (1966). Доктор химических наук (1976). Работал во Всесоюзном электротехническом институте (1966—1984).
С 1973 года занимался в литературной студии при Московской писательской организации. Первые рассказы под псевдонимом Александр Русов напечатаны (1973-74) в сборниках «На суше и на море» и «Пути в незнаемое». Участник VI Всесоюзного совещания молодых писателей (1975). В 1975-76 журнал «Знамя» опубликовал две его повести: «Самолеты на земле — самолёты в небе» и «Линия в пространстве». В 1977 году в издательстве «Советский писатель» вышел роман «Три яблока», сюжетная линия которого продиктована судьбой бабушки Фаро́, а в 1980 — «Суд над судом. Повесть о Богдане Кнунянце» в Политиздате.
С 1978 года он член Союза писателей СССР и Московской городской организации Союза писателей России. До распада СССР и издательства «Советский писатель» он входил в состав редакционной коллегии научно-художественного альманаха «Пути в незнаемое». Член Ассоциации искусствоведов с 1993.
Литературовед и писатель В. А. Сурганов в послесловии к книге А. Русова «Большие Са́ды» показал, что в исторических романах и романах о современной жизни, повестях, рассказах, эссе, притчах и повествованиях, с трудом поддающихся привычной жанровой классификации, Русов выступает как исследователь и экспериментатор. Общий тираж его книг на русском языке, опубликованных издательствами «Молодая гвардия», «Советский писатель», «Политиздат», «Советская Россия», составляет более миллиона экземпляров. Его статьи и эссе печатают журналы «Нева», «Звезда», «Знамя», «Вопросы литературы», «Литературное обозрение», «Литературная учёба», «Литературная газета», «Московский комсомолец» (см. «Библиография»).
С 1995 года работы А. Е. Чучина принимают культурологическое направление, и он под псевдонимом А. Е. Чучин-Русов начинает публиковать в журнале РАН «Общественные науки и современность» цикл работ, основанных на единых — гендерных — подходах к разным сферам культуры. Основные положения концепции единого поля мировой культуры публикуют журналы «Вопросы философии», «Общественные науки и современность», «Вестник Российской академии наук», «Политические исследования», «Педагогика», «Вестник славянских культур» и др.
При поддержке Российского гуманитарного научного фонда (1996—1998) А. Е. Чучин-Русов разрабатывает концепцию единого поля мировой культуры, которая при поддержке того же фонда издаётся в двух книгах общим объёмом 184 усл. печ. л.. Концепция в разных её аспектах обсуждается в цикле радиопередач радиокомпании «Москва», на телеканале «Культура», за круглым столом на страницах журнала «Общественные науки и современность».
С конца 1990-х годов Чучин-Русов читает курсы лекций на базе разработанной им концепции в разных вузах Москвы, заведует кафедрой гуманитарного и междисциплинарно-системного образования в Угрешском филиале Международного университета природы, общества и человека «Дубна».
Научные публикации А. Е. Чучина-Русова по отдельным положениям его концепции включены в списки литературы учебных программ разных дисциплин и образовательных специальностей во многих российских университетах.
Умер Александр Евгеньевич Чучин-Русов 4 августа 2021 года.

## Критика
Александр Люсый, рецензируя «Единое поле мировой культуры», сравнил этот труд с «жанром масонских приключенческо-энциклопедических эпопей-мироописаний (от Террасона до Хераскова)», отметив, что главный труд Чурина-Русова отличает то же самое «многообразие проделанных автором „далековатых“ сопоставлений» и «занятия алхимией „четвертичных“ аббревиатур и чисел, стремление найти подобия между средневековыми символическими изображениями и современными визуальными общекультурными моделями».

## Награды
- Знак отличия Министерства культуры РФ «За достижения в культуре» (2000)[31].